# 阿爾貝托·阿佐二世
阿爾貝托·阿佐二世（Alberto Azzo II，1009年—1097年），米蘭藩侯，阿爾貝托·阿佐一世的兒子。他是埃斯特家族的始祖。

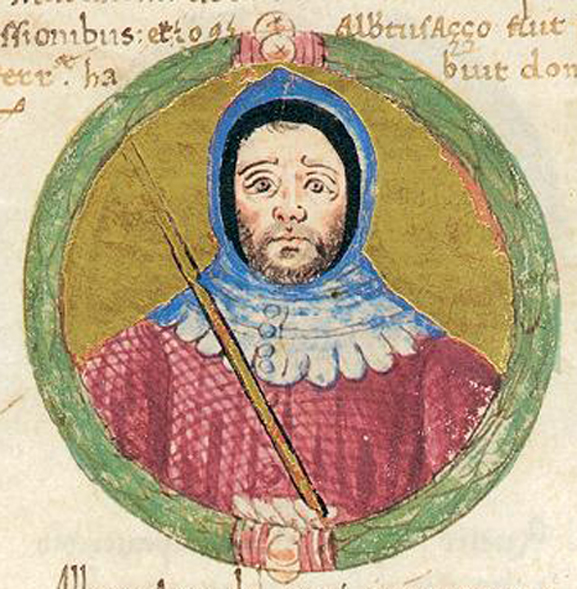
阿爾貝托·阿佐二世

首先，他娶了阿爾特多夫伯爵韋爾夫二世的女兒庫妮根德，他們有一個兒子韋爾夫一世，他的後代是統治巴伐利亞的韋爾夫家族。後來他娶了曼恩伯爵埃貝爾一世的女兒加申德，他們有兩個兒子富爾科一世和于格五世。